# A1 Team Tsjechië
Het A1 Team Tsjechië was een Tsjechisch raceteam dat deelnam aan de A1 Grand Prix.
Eigenaar van het team was Antonin Charouz. De wagen was bedekt met de afbeelding van de vlag van Tsjechië.
Het Tsjechische team had in 2005/2006 de coureurs Jan Charouz en Tomáš Enge als rijders, het volgende seizoen waren Tomáš Kostka, Tomáš Enge, Jaroslav Janiš, Filip Salaquarda en Jan Charouz de coureurs. In het seizoen 2007/2008 is Erik Janis de coureur voor Tsjechië. Tomáš Enge behaalde in het eerste seizoen van A1 Grand Prix de enige overwinning voor het team op het circuit van Shanghai.